# TRIM61
TRIM61 (англ. Tripartite motif containing 61) – білок, який кодується однойменним геном, розташованим у людей на 4-й хромосомі. Довжина поліпептидного ланцюга білка становить 209 амінокислот, а молекулярна маса — 24 047.
| 10         |  | 20         |  | 30         |  | 40         |  | 50         |
| ---------- |  | ---------- |  | ---------- |  | ---------- |  | ---------- |
| MEFVTALADL |  | RAEASCPICL |  | DYLKDPVTIS |  | CGHNFCLSCI |  | IMSWKDLHDS |
| FPCPFCHFCC |  | PERKFISNPQ |  | LGSLTEIAKQ |  | LQIRSKKRKR |  | QEEKHVCKKH |
| NQVLTFFCQK |  | DLELLCPRCS |  | LSTDHQHHCV |  | WPIKKAASYH |  | RKKLEEYNAP |
| WKERVELIEK |  | VITMQTRKSL |  | ELKKKMESPS |  | VTRLECSCTI |  | SAHFNLRLPG |
| SSDSSASGS  |  |            |  |            |  |            |  |            |

A: Аланін

C: Цистеїн

D: Аспарагінова кислота

E: Глутамінова кислота

F: Фенілаланін

G: Гліцин

H: Гістидин

I: Ізолейцин

K: Лізин

L: Лейцин

M: Метіонін

N: Аспарагін

P: Пролін

Q: Глутамін

R: Аргінін

S: Серин

T: Треонін

V: Валін

W: Триптофан

Білок має сайт для зв'язування з іонами металів, іоном цинку. 